# Кальвиньяско
Кальвиньяско (итал. Calvignasco) — коммуна в Италии, в провинции Милан области Ломбардия.
Население составляет 1193 человека (2014 г.), плотность населения составляет 690 чел./км². Занимает площадь 1,73 км². Почтовый индекс — 20088. Телефонный код — 02.
Покровителями коммуны почитаются святые Евгений, Фирм, Лукиан и Севериан, празднование в последнее воскресение августа.

## Демография
Динамика населения:

## Администрация коммуны
- Официальный сайт: http://www.comune.calvignasco.mi.it/